# Inga acuminata
Inga acuminata är en ärtväxtart som beskrevs av George Bentham. Inga acuminata ingår i släktet Inga och familjen ärtväxter. Inga underarter finns listade i Catalogue of Life.